# Несмачный, Андрей Николаевич
Андре́й Никола́евич Несма́чный (укр. Андрій Миколайович Несмачний; род. 28 февраля 1979[…], Брянск) — украинский футболист, защитник.

## Биография

### Клубная карьера
Несмачный воспитанник спортинтерната симферопольской «Таврии». В 1997 году он присоединился к киевскому «Динамо», играл за резервные команды «Динамо», а в сезоне 1997/98 дебютировал за первую команду в чемпионате Украины в выездном матче против донецкого «Металлурга» (19-й тур). Начиная с сезона 2000/01, Несмачный начал появлялся в основном составе, оставаясь важным игроком команды многие годы. Провел в «Динамо» 13 сезонов, успел сыграть в 326 играх и забить 12 мячей.
Несмачный почти присоединился к «Блэкберн Роверс» из английской Премьер-лиги во время трансферного окна в январе 2007 года. Менеджер Марк Хьюз подтвердил этот интерес, заявив, что у Андрея «хороший футбольный интеллект» и «большой международный опыт». Он также подтвердил, что защитник тренировался с командой в конце декабря 2006 года, но в конечном итоге трансфер не состоялся.

### Карьера в сборной
Несмачный впервые был вызван в национальную сборную Украины по футболу в 2000 году. С тех пор он сыграл 67 матчей. Участник чемпионата мира 2006 года в Германии. На турнире сыграл в пяти матчах сборной, которая дошла до четвертьфинала.
По словам Андрея Несмачного, он является Свидетелем Иеговы и по этой причине не держит руку на сердце во время выполнения гимна Украины и не поёт гимн. Как он объясняет: «…наша религия не позволяет нам делать из кого-то идола, а тем более флаг или гимн, или держать руку на сердце. Вся честь и слава принадлежит Богу, то есть Иегове…». По одной версии, Свидетелем Иеговы он стал благодаря  матери, по другой — его привела туда няня его дочери.
17 марта 2009 года объявил о своём уходе из сборной, который мотивировал желанием уделять больше времени семье и духовным потребностям.

## Достижения

### Командные
- Чемпион Украины (6): 1999/00, 2000/01, 2002/03, 2003/04, 2006/07, 2008/09
- Обладатель Кубка Украины (5): 1999/00, 2002/03, 2004/05, 2005/06, 2006/07
- Обладатель Суперкубка Украины: 2004
- Обладатель Кубка Первого канала: 2008
- Четвертьфиналист Чемпионата мира по футболу: 2006

### Награды
- Орден «За мужество» III степени — За высокие спортивные результаты на чемпионате мира 2006 в Германии[8].
- Заслуженный мастер спорта Украины